# マダガスカルにおける森林減少

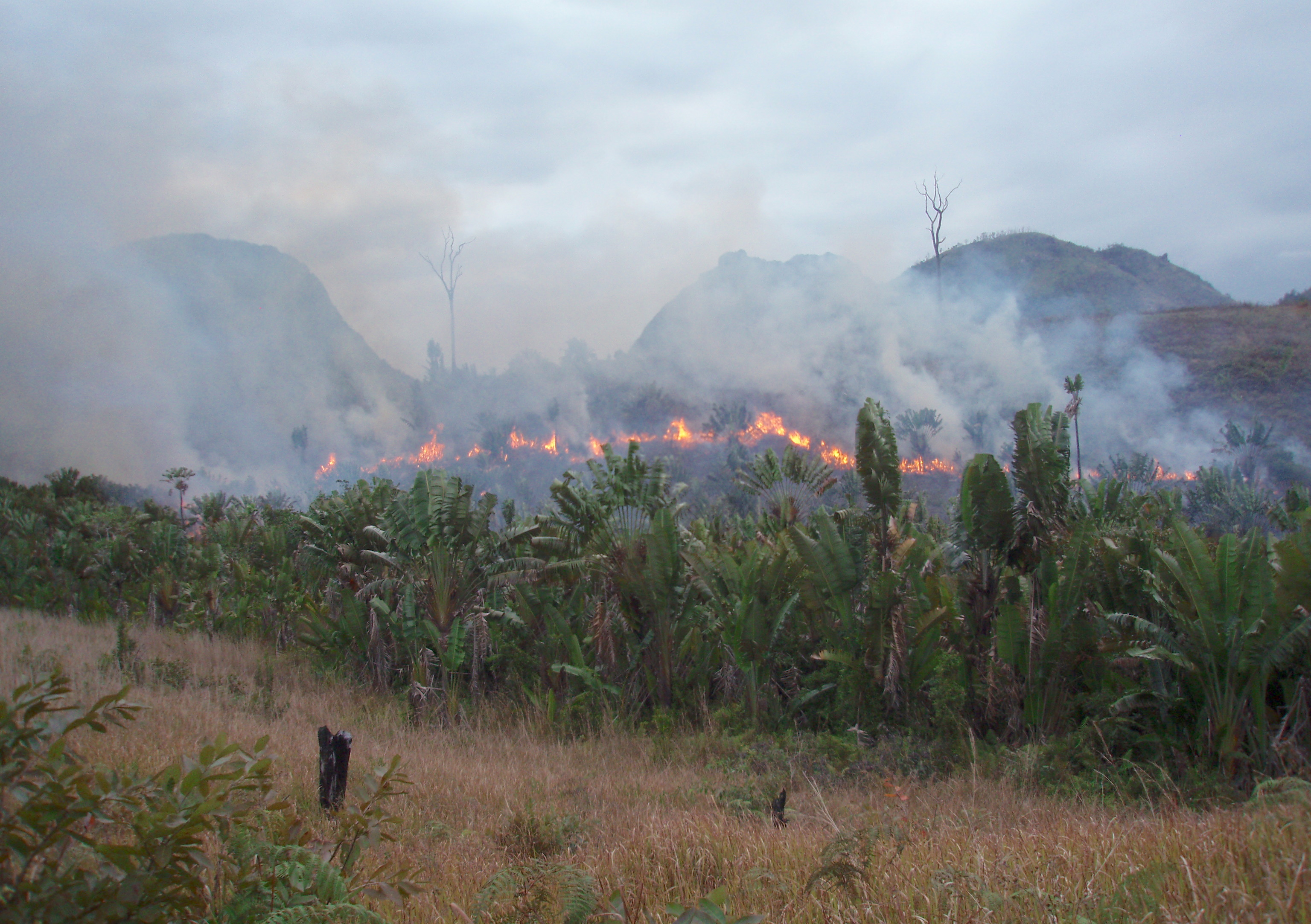
マナンテニナの西部で行われた違法伐採と火入れ開墾

マダガスカルにおける森林減少（ Deforestation in Madagascar ）は、現在進行中の環境問題である。森林減少は農地を作り出すが、砂漠化、地下水の水位低下、生物多様性の喪失、野生生物の生活圏の減少、土壌流出といったさまざまな問題を引き起こす可能性がある。
森林減少の主要な原因はいくつかある。1つは森林を焼き払い農地や牧草地に転用すること（火入れ開墾。現地ではタヴィ tavy という。）が原因である。また、建材や家具材とするための選伐も原因である。炭燃料を得るための伐採も原因である。場所によっては、地下資源を得るために邪魔な木を伐採してしまうことも原因となっている。

## 森林減少の経緯と現状
マダガスカルは同島が有した「固有の」「原生林」の80％とか90％を失ったとよく言われるが、これは証明が難しく、また、確たる証拠があるわけでもない。確かなことは、人類のマダガスカル島到来（2000年前とも、もっと昔にさかのぼるとも言われ、定説はない）により初めて、火を起こすこと、農耕、伐採、果実等の採集が行われ、このような人間の活動により森が減少していったということである。メリナ王国時代とフランス植民地時代から始まった森林資源の産業的利用により、森林は減少した 。航空写真とリモートセンシングに基づく調査では、1950年頃に存在した森林の40％から50％が、2000年頃までに喪失した 。2007年時点で森林減少は、南西部のサバナ地帯と、北東部の熱帯雨林地帯で顕著である。南西部では特異で稀少な植物で構成される低木林が家畜用のトウモロコシ畑に変えられつつあり、北東部では稀少な堅木が違法伐採により切り出され、中国や香港などに密輸され続けている。

## 違法伐採
マダガスカルにおける違法伐採は、極度の貧困と政府の腐敗が原因でここ数十年間問題となっている。主に、ローズウッドや黒檀といった高価で木目の細かい木材に国際的需要があり、それらがマダガスカルの森林から択伐されている。昔から木材の伐採及び海外への輸出は禁止されており、2000年には明示的に保護区での伐採が禁止となった。しかしながら、マダガスカル政府が貴重な木材の輸出制限を間欠的に緩めることがあり、そのことがむしろ、違法伐採を助長している。輸出制限の緩和は主に、サイクロンにより倒れた貴重木材を外貨に換えるためであるが、このような政府の一貫しない姿勢は、乱高下するマーケットを作り出してしまう。木材輸出の「窓」が開く期間には高値の取引がなされるため、その一瞬を狙う投機家ないし「材木貴族」は、貴重木材をストックしておくために違法伐採をする。違法伐採された木材の輸送先は、ほとんどが中華人民共和国である。1998年から2008年の10年間で中国における熱帯産木材の輸入量は4倍に増えた。

## 森林回復に向けての取り組み
マダガスカルの森林は減少傾向にあるが、部分的には回復しているところもある。しかしながら、森林の回復を担った木々の多くはユーカリ（さまざまな種）、マツ（ Pinus kesiya, Pinus patula ）、フサアカシア（ Acacia dealbata ）、シルキーオーク（ Grevillea banksii ）、Melaleuca quinquenervia などの外来種である。これらの木は、地元の農民が植えたものもあれば、植林によらず勢力を拡大したものもある  。ユーカリ、マツ、フサアカシアの植林は、例えば、中央高地において試みられた。
在来種による森林回復は、さまざまな試みが行われている。それらが組合わさった結果、とりわけ、帯状に広がる熱帯雨林地帯では成功を収めたところもある。資源開発企業のリオ・ティントが主導したプロジェクトにおいては、フォール・ドーファン（トラナル）近くで600種近くのマダガスカル島在来種の育種が行われた。ところが、リオ・ティントはその一方で、マダガスカル南部でイルメナイト（歯磨き粉やペンキの原料）の採掘を行う計画を2003年に公表し、新しい港や道路、その他の設備を建設するとした。しかも、当該地域の高い失業率にもかかわらず、大部分の雇用を移民・出稼ぎ労働者によりまかなうとした。しかしながら、森林減少の主要因の一つである木炭生産は、高い失業率と貧困により助長される。